# 노추 (간장)

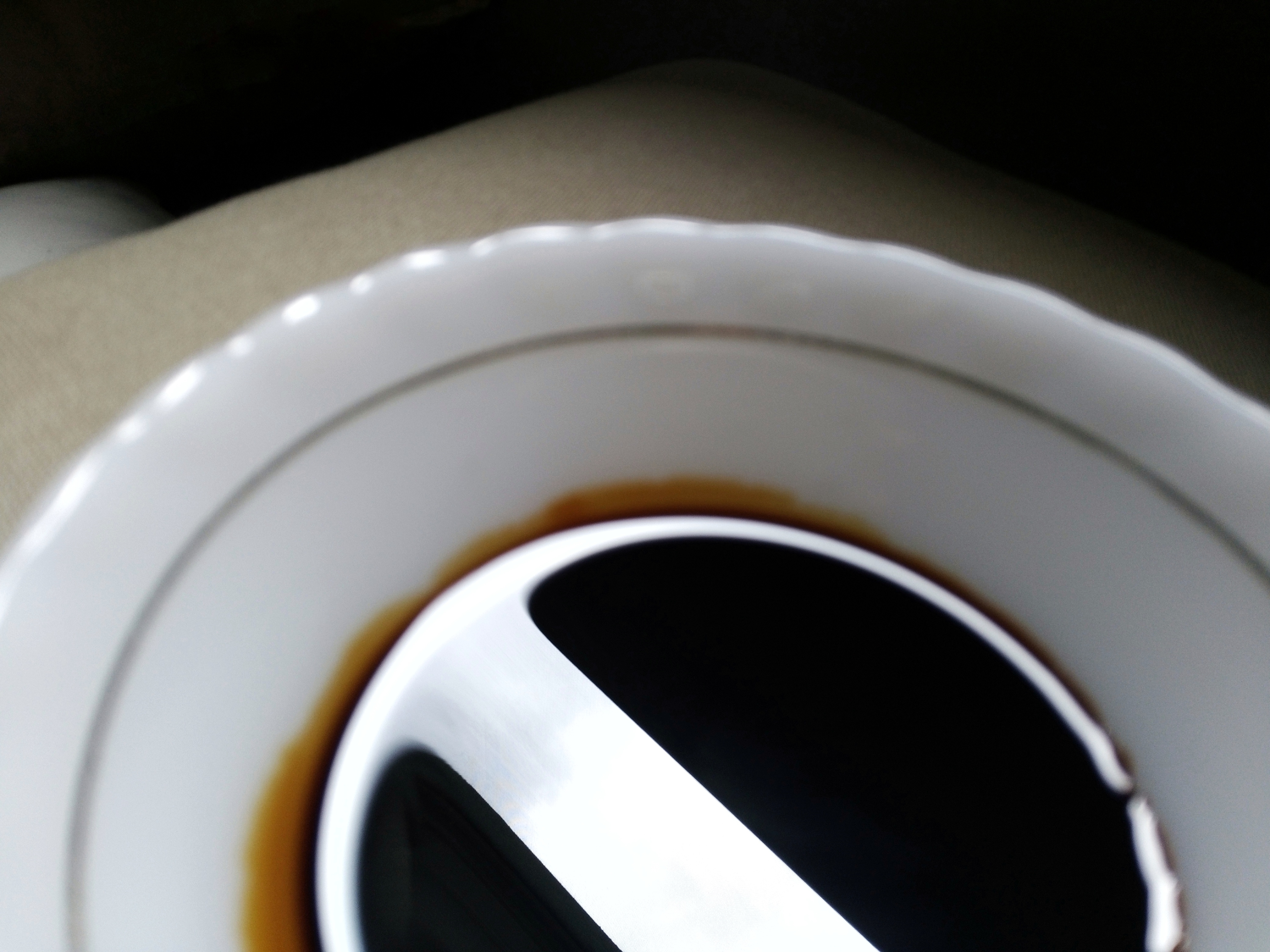
노추

노추(중국어: 老抽, 병음: lăochōu 라오처우[*]) 또는 노두유(老豆油)는 중국 요리에 쓰이는 조미료로, 단맛이 강하고 향이 진하며 식욕을 돋우는 데 쓰인다. 요리의 색을 먹음직스럽게 해 주기도 한다.

## 같이 보기
- 국간장
- 케찹 마니스